# Lorelai
Lorelai — компьютерная игра в жанрах приключенческого хоррор квеста, разработанная польской студией Harvester Games и изданная Screen 7 для Windows в 2019 году.

## Игровой процесс
Действия игры разворачиваются во вселенной Devil Came Through Here (с англ. Дьявол Прошел Здесь) придуманную разработчиком Ремигушеи Михальски (с пол. Remigiusz Michalski), в этой же вселенной разворачиваются события игры Downfall и The Cat Lady.

## Сюжет
Лорелай молодая девушка работающая сиделкой в больнице, она живёт с матерью, отчимом и грудной сестрёнкой. В один момент мать заканчивает жизнь самоубийством, отчим обезумев убивает Лорелай и похищает дочь. Лорелай оказывается в мире где королева червей даёт ей ещё один шанс всё исправить.

## Разработка
9 июня 2018 на официальном канале издателя игры, появился тизер-трейлер. 18 апреля 2019 разработчики объявили дату выхода игры. 26 апреля 2019 состоялся полноценный релиз игры на Windows.

## Отзывы критиков
| Сводный рейтинг       | Сводный рейтинг |
| Агрегатор             | Оценка          |
| --------------------- | --------------- |
| «Критиканство»        | 81/100          |
| Русскоязычные издания |                 |
| Издание               | Оценка          |
| Riot Pixels           | 80 %            |
| StopGame.ru           | Похвально       |

Lorelai получила положительные отзывы, согласно агрегатору рецензий Критиканство.
Аня Тоска с сайта DTF отметила что у игры проблемы с оптимизацией, но высоко оценили саундтрек, анимации и стиль.
Александр Олбут из Riot Pixels оценил игру на 80 %, подведя итог, он отметил что несмотря на все проблемы которые затрагивает игра, она учит «не сдаваться» и «верить в лучшее».
Редактор Кирилл Волошин с сайта StopGame положительно оценил сюжет, персонажей и диалоги, а также саундтрек, но противопоставил всём плюсам «топорную» анимацию и простые загадки.